# أغميد
اغميد هي قرية لبنانية من قرى قضاء عاليه في محافظة جبل لبنان.